# Tobrilus steineri
Tobrilus steineri är en rundmaskart som först beskrevs av Heinrich Micoletzky 1925. Enligt Catalogue of Life ingår Tobrilus steineri i släktet Tobrilus och familjen Tripylidae, men enligt Dyntaxa är tillhörigheten istället släktet Tobrilus och familjen Tripyloididae. Arten är reproducerande i Sverige. Inga underarter finns listade i Catalogue of Life.